# Carex canaliculata
Carex canaliculata är en halvgräsart som beskrevs av Pei Chun Qiong Li. Carex canaliculata ingår i släktet starrar, och familjen halvgräs. Inga underarter finns listade i Catalogue of Life.